# 이화산업
이화산업주식회사(Rifa Co. Ltd.)는 대한민국의 염료와 화성품 도소매업 기업이다. 본사는 서울특별시 중구 삼일대로 299 (충무로2가)에 위치해 있으며 대표이사는 홍성우이다. 염료사업과 식품첨가물, 공업용첨가물, 용제류 등을 판매하는 유통사업을 영위하고 있다.

## 부동산 사업
부동산 임대업 전문 계열사 영화기업가 총 14채의 건물을 소유하고 매년 수십억원의 임대수익을 얻고 있다

## 계열사
- 영화기업
- 이화물산
- 옥타곤파트너스
- 이화앤컴퍼니
- 이화자산운용[3]

## 참고문헌
1. ↑  고대영, 이화산업, 실적 악화ㆍ유동성 위험에도…일가족 챙기기, 이투데이, 2018-12-12
2. ↑  길해성, 벽돌·타일 팔아 빌딩 14채, 2700억 갑부신화 썼다, 스카이데일리, 2017-10-26
3. ↑  조영진, '독립 3년차' 이화운용, 역대급 실적에 첫 배당 눈앞, 더벨, 2023-03-14